# Meie aed
Meie aed (Notre jardin) est une cantate pour chœur d'enfants et orchestre écrite par Arvo Pärt, compositeur estonien associé au mouvement de musique minimaliste.

## Historique
Cette cantate a été composée en 1959 sur un texte d'Eno Raud et chantée en estonien, anglais (pour la version révisée de 2003) et en russe. Cette œuvre de « jeunesse » du compositeur fait partie de sa première période d'écriture dans la tradition classique avant qu'il n'aborde pour quelques années le registre de la musique sérielle.

## Structure
D'une durée d'environ 10 à 15 minutes, l'écriture de cette œuvre est tonale, spontanée et joyeuse. Elle doit être placée dans le contexte d'un intérêt considérable du compositeur, à cette époque, pour la musique pour enfants.

## Discographie
- Sur le disque Pro et Contra par l'Ellerhein Girls'Choir et l'Orchestre symphonique national estonien sous la direction de Paavo Järvi chez Virgin Classics, 2004[4].